# Бенедикт Дол
Бенедикт Дол (Титизе-Нојштат, 24. март 1990) немачки је биатлонац. 
На Светском првенству 2015. освојио је шесто место са мешовитом штафетом, десето место у спринту, шеснаесто у масовном старту и двадесет осмо у потери. До сребрне медаље дошао је на Светском првенству у Ослу 2016. са мушком штафетом. У појединачним дисциплинама најбољи пласман остварио је у масовном старту, осамаесто место. Светски првак постао је 2017. у спринту, у масовном старту био је девети, а са штафетом четврти.
На Олимпијским играма у дебитује Пјонгчану 2018. У спринту је заузео шесто место, у потери и са мушком штафетом освојио је бронзану медаљу.